# Jacob Stout
Jacob Stout (* 1764 im Kent County, Delaware Colony; † 28. November 1855 in Smyrna, Delaware) war ein US-amerikanischer Politiker und von 1820 bis 1821 Gouverneur des Bundesstaates Delaware.

## Frühe Jahre und politischer Aufstieg
Jacob Stout begann seine berufliche Laufbahn im Gerbereigewerbe und in der Landwirtschaft. Er war einer der Gründer des Ortes Leipsic in Delaware, in dessen Umgebung er 1764 geboren wurde. Politisch schloss er sich der Föderalistischen Partei an. Zwischen 1812 und 1813 war er Abgeordneter im Repräsentantenhaus von Delaware und von 1815 bis 1819 gehörte er dem Staatssenat an, dessen Präsident er wurde.

## Gouverneur von Delaware
Bei den Gouverneurswahlen des Jahres 1819 war sein Parteifreund Henry Molleston in das höchste Amt von Delaware gewählt worden. Dieser hätte im Januar 1820 sein neues Amt antreten sollen. Er verstarb aber bereits am 11. November 1819. Daraufhin trat in Delaware eine Regelung in Kraft, nach der Senatspräsident Stout ein Jahr lang als Gouverneur amtieren sollte. Dann sollten Neuwahlen entscheiden, wer die verbleibenden zwei Jahre von Mollestons Amtszeit beenden sollte. Entsprechend dieser Übereinkunft trat Jacob Stout am 18. Januar 1820 die Nachfolge von John Clark an. Seine einjährige Amtszeit wurde in Delaware und den gesamten Vereinigten Staaten von heftigen Diskussionen um die Sklaverei überschattet. In Delaware, einem Grenzland zwischen dem Norden und dem Süden, wurden dieses Thema und die Aufnahme neuer Staaten in die amerikanische Union als freie bzw. Sklavereistaaten besonders heftig diskutiert. Auch die Legislative war in dieser Frage tief gespalten. Der Gouverneur selbst war gegen die Ausweitung der Sklaverei in neue Territorien. Der Streit wurde auf Bundesebene mit dem Missouri-Kompromiss von US-Senator Henry Clay beigelegt. Nach Ablauf seiner kurzen Amtszeit schied Stout am 16. Januar 1821 aus seinem Amt aus, das der neu gewählte John Collins übernahm.

## Weiterer Lebenslauf
Im Jahr 1822 wurde Stout Richter an einem Berufungsgericht. Zwischen 1844 und 1847 war er Präsident der Smyrna Bank. Zwischenzeitlich widmete er sich wieder seinen privaten Interessen. Jacob Stout starb im Jahr 1855. Er war zweimal verheiratet und hatte insgesamt fünf Kinder.